# Reinhold Mitterlehner
Reinhold Mitterlehner, né le 10 décembre 1955 à Helfenberg, est un homme d'État autrichien, membre du Parti populaire autrichien (ÖVP). Il est ministre fédéral de l'Économie de 2008 à 2017 et vice-chancelier de 2014 à 2017. En mai 2016, il assume les fonctions de chancelier par intérim, à la suite de la démission de Werner Faymann.

## Biographie

### Formation
Après avoir achevé ses études secondaires à Rohrbach, où il obtient son Matura en 1974, il intègre l'université de Linz, où il suit des études supérieures de droit et passe avec succès son doctorat en 1980. Dix ans plus tard, il effectue un an de formation post-universitaire à la gestion associative à l'université de Fribourg-en-Brisgau.

### Carrière
Employé de la Chambre économique du Land de Haute-Autriche de 1982 à 1990, au sein de laquelle il termine son parcours en tant que directeur du département du marketing, il devient en 1990 secrétaire général de la Fédération économique autrichienne (ÖWB), puis secrétaire général adjoint de la Chambre économique fédérale autrichienne en juillet 2002.

### Vie politique

#### Les débuts
À la suite de son mandat de conseiller municipal à Ahorn, entre 1991 et 1997, il entre au Conseil national, comme député, le 8 février 2000. Il y prend un an plus tard la présidence de la commission parlementaire de l'Économie et de l'Industrie.

#### Ministre fédéral
Le 2 décembre 2008, Reinhold Mitterlehner est nommé  ministre fédéral de l'Économie, de la Famille et de la Jeunesse dans le gouvernement de grande coalition du chancelier social-démocrate Werner Faymann. Il est reconduit dans le second gouvernement Faymann.

#### Vice-chancelier
À la suite de la démission de Michael Spindelegger, il prend la succession de celui-ci au poste de vice-chancelier le 1er septembre 2014. Le 8 novembre suivant, il est élu par 99,1 % des voix à la présidence de l'ÖVP, où il remplace là aussi Spindelegger.

#### Chancelier par intérim
Après la démission de Werner Faymann le 9 mai 2016, il se voit confier par intérim la direction du gouvernement fédéral. Il exerce la fonction jusqu'à l'investiture de Christian Kern le 17 mai suivant.

#### Démission
Imitant Josef Pröll en 2011 puis Michael Spindelegger en 2014, il annonce le 10 mai 2017 qu'il renonce à la présidence de l'ÖVP et ses fonctions gouvernementales. Il tire ainsi les conséquences de mois de dissensions internes et de critiques contre son leadership de la part des dirigeants régionaux et des figures du Parti populaire, laissant le champ libre au ministre fédéral des Affaires étrangères Sebastian Kurz, âgé de 30 ans et partisan d'une droitisation de la ligne de l'ÖVP. Son départ du gouvernement fédéral est officialisé le 15 mai.
En avril 2019, plus d'un an après la mise en place du gouvernement Kurz I, il met en garde contre le risque d'une mise en place d'« une démocratie autoritaire ».